# Геологическая (станция метро)
«Геологи́ческая» — 7-я станция Екатеринбургского метрополитена. Расположена между станциями «Площадь 1905 года» и «Чкаловская». После открытия выхода в ТЦ «Гринвич» стала первой станцией Екатеринбургского метрополитена глубокого заложения с двумя вестибюлями (до этого таковыми были только станции мелкого заложения, расположенные по концам линии и на первом участке).

## Название
Проектное название станции — «Куйбышевская».
Современное название было назначено постановлением Свердловского обкома КПСС (Б. Н. Ельцин) и Свердловского облисполкома (А. А. Мехренцев) по просьбе трудового коллектива ПО «Уралгеология» в связи с тем, что в районе станции находится здание управления ПО, в котором работали выдающиеся геологи Урала, первооткрыватели месторождений, а также Свердловский горный институт.

## История строительства
- Декабрь 1989 года[уточнить] — начало строительства станции.
- Январь 1996 года — сбойка перегонного тоннеля в сторону станции «Площадь 1905 года».
- Апрель 1997 года — голодовка строителей станции, не выходивших из забоя.
- Август 1997 года — реконструкция перекрёстка улиц 8 Марта и Куйбышева в связи со строительством подземного перехода к станции.
- Декабрь 1997 года — заканчивается строительство оборотного съезда, на строительстве подземного вестибюля вынуто 20 тыс. м³ грунта, остаётся вынуть ещё около 10 тыс., разработка ведётся с помощью комбайна «Паурат», за 1997 год Администрация города перечислила на строительство 61,2 млрд рублей (неденоминированных, вместо запланированных 52), Правительство Области — 31 (вместо 69), из федерального бюджета недополучено — 99[2].
- Февраль 1998 года — к концу месяца Администрация Екатеринбурга погасила 4-месячные долги по зарплате (после очередной забастовки строителей метро)[3].
- Март 1998 года — после поездки руководства метростроя в Москву перечислены 25 млрд руб. в Санкт-Петербург на строительство 4 эскалаторов[3].
- Сентябрь 1998 года — частично оформлены два наземных вестибюля станции.
- Сентябрь 1999 года — из 2000 сотрудников Метростроя, 500 — сокращаются, оставшиеся направляются на завершение строительства станции[4].
- 1 марта 2001 года — по заявлению нового директора Метростроя В.Инфантьева, после очередного приостановления, работы по строительству возобновились.
- 21 декабря 2001 года — открыты подземные переходы, ведущие к станции, открытие самой станции откладывается на июнь 2002 года.
- 30 декабря 2002 года — станция открылась для пассажиров[5].
- 10 января 2003 года — состоялось официальное открытие станции (с участием губернатора Свердловской области Э. Э. Росселя, председателя областного правительства А. П. Воробьева, главы Екатеринбурга и др.)[5].
- 27 ноября 2011 года — в течение дня станция была закрыта для пристыковки нового перегона «Геологическая» — «Ботаническая» (официальная версия).
- Апрель 2015 года — началось[6] строительство второго наклонного хода со станции с выходами, расположенными в ТЦ «Гринвич» и около Дендрологического парка[7].
- 22 июля 2019 года — открылся дополнительный вход на станцию метро «Геологическая» из торгового центра «Гринвич»[8][9]

## Оформление
Станция по проекту является пересадочной. Конструкция станции трехъярусная: на верхнем ярусе располагаются служебные помещения, на среднем ярусе — станция первой линии, а на нижнем — станция третьей линии. На платформе станции сразу предусмотрены два лестничных марша, уходящих вниз под станцию, для пересадки на будущую станцию третьей линии. Станция однопролётная, имеет плоский подвесной потолок, с современным освещением. Стены декорированы флорентийскими мозаиками, имитирующими срез земной коры. Мозаики были выполнены на заводе «Уральские самоцветы».
В вестибюле станции установлена памятная доска, с перечислением фамилий выдающихся геологов Урала. Стены платформы украшают панно из уральского камня. В вестибюле станции установлены турникеты нового для Екатеринбурга образца. Вестибюль расположен на перекрёстке улиц 8 Марта и Куйбышева, около цирка.
Планировалось, что с декабря 2016 года станция будет иметь два вестибюля с 6 выходами, однако северный вестибюль, встроенный в торговый центр «Гринвич», открылся лишь 22 июля 2019 года.

## Наземный общественный транспорт и вестибюли
Южный вестибюль станции имеет 6 выходов — на всех четырёх сторонах перекрёстка улиц 8 Марта и Куйбышева, к остановкам автобусов, трамваев и маршрутных такси. Подземный переход, к которому пристроен этот вестибюль, был открыт на год раньше, чем сама станция — 20 декабря 2001 года (саму «Геологическую» открыли 30 декабря 2002 г.). Первоначально этот переход имел только 5 выходов — 2 у Цирка (на юго-восточной стороне перекрёстка улиц 8 Марта и Куйбышева), 2 на юго-западном и один на северо-западном углах указанного перекрёстка. А в 2017 году у этого перехода появились новые звенья, ведущие на северо-восточную сторону перекрёстка 8 Марта и Куйбышева и в торговый центр «Гринвич». В конце июля 2019 года у станции появился второй, северный вестибюль, в который можно попасть только из торгового центра «Гринвич» (он пристроен к нижнему (подземному) этажу указанного торгового центра). Ещё одной интересной особенностью нового вестибюля является то, что с залом станции он соединён не сплошным наклонным эскалаторным тоннелем, а каскадом из трёх наклонных эскалаторных тоннелей с переходами между ними, причём один из этих трёх наклонных тоннелей перпендикулярен двум другим. Из «Гринвича» можно по упомянутому выше подземному переходу попасть к южному вестибюлю станции.
Таблица: маршруты общественного транспорта (данные на май 2020 года)
| Автобусы | Автобусы | Автобусы                          | Автобусы                |
| №        | Следует к станциям метро | Конечный пункт 1                  | Конечный пункт 2        |
| -------- | --- | --------------------------------- | ----------------------- |
| 012      | «Площадь 1905 года», «Геологическая» (остановка «Цирк»), «Чкаловская» (остановка «Автовокзал»), «Ботаническая»                                  | Елизавет                          | улица Павла Шаманова    |
| 014      | «Площадь 1905 года», «Геологическая» (остановка «Цирк»), «Чкаловская» (остановка «Автовокзал»)                                                  | ТЦ Лента                          | ДМБ № 9                 |
| 016      | «Площадь 1905 года», «Геологическая» (остановка «Цирк»), «Чкаловская» (остановка «Автовокзал»), «Ботаническая»                                  | ДМБ № 9                           | Южная подстанция        |
| 018      | «Площадь 1905 года», «Геологическая» (остановка «Цирк»), «Чкаловская» (остановка «Автовокзал»)                                                  | 17-я мехколонна                   | Авангард                |
| 019      | «Площадь 1905 года», «Геологическая» (остановка «Цирк»), «Чкаловская» (остановка «Автовокзал»), «Ботаническая»                                  | Елизавет                          | улица Павла Шаманова    |
| 030      | «Площадь 1905 года», «Геологическая» (остановка «Цирк»), «Чкаловская» (остановка «Автовокзал»), «Ботаническая»                                  | Авангард                          | Окраинная улица         |
| 46       | «Площадь 1905 года», «Геологическая» (остановка «Цирк»)                                                                                         | улица Павла Шаманова              | площадь 1905 года       |
| 047      | «Геологическая» (остановка «Цирк»), «Чкаловская» (остановка «Автовокзал»)                                                                       | улица Громова                     | Трактовая улица         |
| 50       | «Площадь 1905 года», «Геологическая» (остановка «Цирк»), «Чкаловская» (остановка «Автовокзал»)                                                  | Уральский федеральный университет | 17 мехколонна           |
| 54       | «Площадь 1905 года», «Геологическая» (остановка «Цирк»), «Чкаловская» (остановка «Автовокзал»)                                                  | Уральский федеральный университет | Краснолесье             |
| 57       | «Уральская» (остановка «ДК железнодорожников»), «Площадь 1905 года», «Геологическая» (остановка «Цирк»), «Чкаловская» (остановка «Автовокзал»), | ДМБ 9                             | Елизавет                |
| 57А      | «Уральская» (остановка «Вокзальная»), «Площадь 1905 года», «Геологическая» (остановка «Цирк»), «Чкаловская» (остановка «Автовокзал»),           | ДМБ 9                             | 2-я Новосибирская улица |
| —        | «Геологическая» | Карсьеозёрский-2                  | ТРЦ Гринвич             |

| Трамваи | Трамваи | Трамваи                                            | Трамваи                                            |
| №       | Следует к станциям метро | Конечный пункт 1                                   | Конечный пункт 2                                   |
| ------- | --- | -------------------------------------------------- | -------------------------------------------------- |
| 1       | «Геологическая» (остановка «Цирк»), «Чкаловская» (остановка «Автовокзал»)                                                                          | ВИЗ                                                | микрорайон Вторчермет                              |
| 3       | «Уральская» (остановка «Ж/д вокзал»), «Геологическая» (остановка «Цирк»)                                                                           | Центральный парк культуры и отдыха им. Маяковского | ВИЗ                                                |
| 4       | «Геологическая» (остановка «Цирк»), «Чкаловская» (остановка «Автовокзал»), «Ботаническая»                                                          | Шарташ                                             | станция метро «Ботаническая»                       |
| 9       | «Геологическая» (остановка «Цирк»), «Чкаловская» (остановка «Автовокзал»)                                                                          | Центральный парк культуры и отдыха им. Маяковского | Керамическая                                       |
| 10      | «Геологическая» (остановка «Цирк») | Центральный парк культуры и отдыха им. Маяковского | микрорайон 7 ключей                                |
| 14      | «Машиностроителей» (остановка «Педуниверситет»), «Геологическая» (остановка «Цирк»), «Чкаловская» (остановка «Автовокзал»)                         | Эльмаш                                             | Керамическая                                       |
| 15      | «Площадь 1905 года», «Геологическая» (остановка «Цирк»), «Чкаловская» (остановка «Автовокзал»)                                                     | микрорайон Вторчермет                              | улица 40 лет ВЛКСМ                                 |
| 21      | «Уральская» (остановка «Ж/д вокзал»), «Геологическая» (остановка «Цирк»)                                                                           | Центральный парк культуры и отдыха им. Маяковского | улица Кирова                                       |
| 25      | «Проспект Космонавтов», «Машиностроителей» (остановка «Педуниверситет»), «Геологическая» (остановка «Цирк»), «Чкаловская» (остановка «Автовокзал») | улица Фрезеровщиков                                | Керамическая                                       |
| 27      | «Уральская» (остановка «Ж/д вокзал»), «Площадь 1905 года», «Геологическая» (остановка «Цирк»), «Чкаловская» (остановка «Автовокзал»)               | Керамическая (кольцевой)                           | Ж/д вокзал                                         |
| 32      | «Уральская» (остановка «Ж/д вокзал»), «Геологическая» (остановка «Цирк»)                                                                           | Дворец Спорта                                      | улица 40 лет ВЛКСМ                                 |
| 33      | «Геологическая» (остановка «Цирк») | Дворец Спорта                                      | Центральный парк культуры и отдыха им. Маяковского |